# Chang Fengxia
Chang Fengxia (5 de desembre de 1970) és una esportista xinesa que va competir en judo, guanyadora d'una medalla de plata als Jocs Asiàtics de 1990 en la categoria de –52 kg.

## Palmarès internacional
| Jocs Asiàtics | Jocs Asiàtics             | Jocs Asiàtics | Jocs Asiàtics |
| Any           | Lloc                      | Medalla       | Categoria     |
| ------------- | ------------------------- | ------------- | ------------- |
| 1990          | Pequín ( R.P. de la Xina) | 2             | –52 kg        |